# Alexander Borissowitsch Stolper
Alexander Borissowitsch Stolper (* 12. August 1907 in Daugavpils, Russisches Kaiserreich; † 11. Januar 1979 in Moskau, Russische Sozialistische Föderative Sowjetrepublik, Sowjetunion) war ein sowjetischer Filmregisseur und Drehbuchautor.

## Leben
Im Jahr 1923 arbeitete Alexander Stolper für die Zeitungen Krestjanskaja gasetta (Bauernzeitung) und Moskowskaja derewnja (Moskauer Dorf).
Von 1925 bis 1927 besuchte er die Schauspielwerkstatt Proletkult und arbeitete dann für die Firmen Межрабпомфильм Meschrabpom-Film und Sojuskino. Er war ein Schüler von Lew Wladimirowitsch Kuleschow. Seine Karriere begann mit dem Propagandafilm Tschetyre wisita Samjuelja Wulfa im Jahr 1934.
1938 schloss er sein Regiestudium am Gerassimow-Institut für Kinematographie (WGIK) ab, wo er bei Sergei Eisenstein studierte.
Seinen ersten Stalinpreis erhielt er 1949 für die Regie des Films Der wahre Mensch nach dem Buch von Boris Polewoi, in dem die Heldentaten des sowjetischen Piloten Alexei Maressjew, eines Jagdfliegers im Deutsch-Sowjetischen Krieg, erzählt werden. 1950 brachte er Wassili Aschajews Roman Fern von Moskau auf die Leinwand, der die Geschichte einer kommunistischen Großbaustelle in Sibirien erzählt und auch mit einem Stalin-Preis ausgezeichnet wurde.
Ab 1964 lehrte er am WGIK und wurde 1971 Professor in der Regieabteilung. 1977 wurde er Volkskünstler der UdSSR.
Stolper ist in Moskau gestorben und auf dem Wwedenskoje-Friedhof begraben.

## Filmographie (Auswahl)

### Drehbuch
- 1931: Der Weg ins Leben
- 1942: Paren iz nashego goroda
- 1943: Uchinari Jani
- 1943: Warte auf mich
- 1964: Die Lebenden und die Toten
- 1969: Man wird nicht als Soldat geboren
- 1969: Der letzte Diebstahl
- 1973: Chetvyortyy
- 1978: Abweichung null

### Regie
- 1930: Prostaya istoriya
- 1934: Chetyre visita Samuelya Vulfa
- 1943: Warte auf mich
- 1948: Der wahre Mensch
- 1950: Fern von Moskau
- 1955: Doroga
- 1957: Ein Frühling, der nie wiederkehrt
- 1958: Das Geschenk des Zigeuners
- 1964: Die Lebenden und die Toten
- 1969: Man wird nicht als Soldat geboren
- 1973: Chetvyortyy
- 1978: Abweichung null